# Tsjecho-Slowaakse parlementsverkiezingen 1976

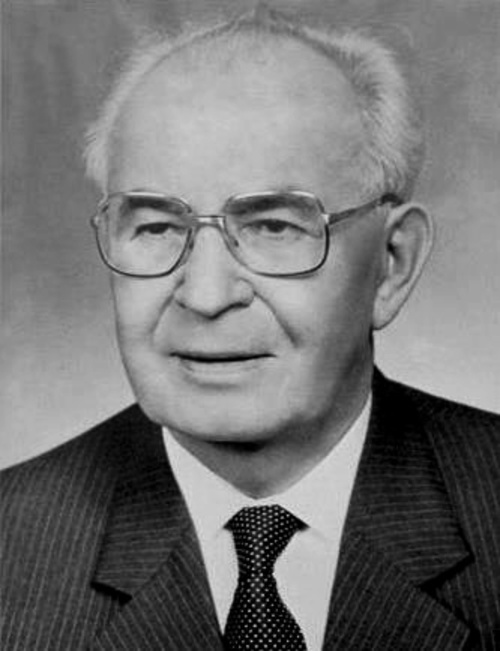
De eerste secretaris van de Tsjecho-Slowaakse Communistische Partij (KSČ) Gustáv Husák (1913-1991)

De Tsjecho-Slowaakse parlementsverkiezingen van 1976 vonden op 22 en 23 oktober van dat jaar plaats.

## Uitslag

### Huis van het Volk
| Nationaal Front (Nf)            | 7.392.467  | 99,7% | 200 / 200 |
| Tegen                           | 3.583      | 0,03% | 0 / 200   |
| Blanco/ ongeldige stemmen       | 7.897      | -     | -         |
| Totaal                          | 10.617.152 | 100%  | 200       |
|                                 |            |       |           |
| Geregistreerde kiezers/ opkomst | 10.649.261 | 99,7% | -         |
| Bron: CZSO , IPU                |            |       |           |

### Huis van de Naties
| Coalitie                        | Stemmen    | %      | Zetels    |
| ------------------------------- | ---------- | ------ | --------- |
| Nationaal Front (Nf)            | 10.605.762 | 99,97% | 150 / 150 |
| Tegen                           | 3.372      | 0,03%  | 0 / 150   |
| Blanco/ ongeldige stemmen       | 8.108      | -      | -         |
| Totaal                          | 10.617.152 | 100%   | 150       |
|                                 |            |        |           |
| Geregistreerde kiezers/ opkomst | 10.649.261 | 99,7%  | -         |
| Bron: CZSO , IPU                |            |        |           |

### Tsjechische Nationale Raad
| Coalitie                                                                  | Partij of groep                                   | Stemmen  | % | Zetels    |
| ------------------------------------------------------------------------- | ------------------------------------------------- | -------- | - | --------- |
| Nationaal Front (Nf)                                                      | Communistische Partij van Tsjecho-Slowakije (KSČ) |          |   | 111 / 200 |
| Nationaal Front (Nf)                                                      | Onafhankelijk                                     | 32 / 200 |   |           |
| Nationaal Front (Nf)                                                      | Onbekend(a)                                       | 31 / 200 |   |           |
| Nationaal Front (Nf)                                                      | Tsjecho-Slowaakse Socialistische Partij (ČSS)     | 14 / 200 |   |           |
| Nationaal Front (Nf)                                                      | Tsjecho-Slowaakse Volkspartij (ČSL)               | 12 / 200 |   |           |
| Totaal                                                                    |                                                   |          |   | 200       |
| (a) Van sommige gekozenen is de politieke achtergrond niet te achterhalen |                                                   |          |   |           |
| Bron: CZSO                                                                |                                                   |          |   |           |

### Slowaakse Nationale Raad
| Nationaal Front (Nf)(a)                                |  |  | 150 / 150 |
| Totaal                                                 |  |  | 150       |
| (a) KSS (102), SS, SSO, Onafhankelijke kandidaten (48) |  |  |           |
| Bron: CZSO                                             |  |  |           |

## Verwijzingen
Parlementsverkiezingen in Tsjecho-Slowakije:
1920 · 1924 · 1925 · 1929 · 1935 · 1946 · 1948 · 1954 · 1960 · 1964 · 1971 · 1976 · 1981 · 1986 · 1990 · 1992

Verkiezingen voor de Tsjechische Nationale Raad:
1971 · 1976 · 1981 · 1986 · 1990 · 1992

Verkiezingen voor de Slowaakse Nationale Raad:
1971 · 1976 · 1981 · 1986 · 1990 · 1992